# Symphonie no 24 de Mozart
Pour les articles homonymes, voir Symphonie no 24.
La Symphonie no 24 en si bémol majeur, KV 182/173dA, a été écrite à Salzbourg par Wolfgang Amadeus Mozart le 3 octobre 1773 à l'âge de dix-sept ans et demi.

## Historique
Les neuf symphonies dites « Salzbourgeoises » ont été écrites entre mars 1773 et novembre 1774. Voir l'historique de la symphonie no 22.
Le manuscrit est conservé dans une collection privée à Vienne.

## Instrumentation
| Instrumentation de la symphonie no 24                                                                                  |
| Cordes |
| Premiers violons, seconds violons (avec des sourdines dans le deuxième mouvement), altos, violoncelles et contrebasses |
| Bois |
| 2 flûtes (au deuxième mouvement) 2 hautbois                                                                            |
| Cuivres |
| 2 cors en si bémol (en mi bémol dans le deuxième mouvement)                                                            |

## Structure
La symphonie comprend trois mouvements :
1. Allegro spiritoso, à , en si bémol majeur, 146 mesures
2. Andantino grazioso, à 
, en mi bémol majeur, 60 mesures (les flûtes jouent; les violons jouent avec des sourdines), les huit premières mesures sont répétées deux fois.
3. Allegro, à 
, en si bémol majeur, 132 mesures, deux sections répétées deux fois (mesures 1 à 16, mesures 17 à 132)

Durée : environ 8 à 10 minutes
Introduction de l'Allegro spiritoso :
La lecture audio n'est pas prise en charge dans votre navigateur. Vous pouvez télécharger le fichier audio.
Première reprise de l'Andantino grazioso
La lecture audio n'est pas prise en charge dans votre navigateur. Vous pouvez télécharger le fichier audio.
Première reprise de l'Allegro
La lecture audio n'est pas prise en charge dans votre navigateur. Vous pouvez télécharger le fichier audio.